# 5522 Де Роп
5522 Де Роп (5522 De Rop) — астероїд головного поясу, відкритий 3 серпня 1991 року.
Тіссеранів параметр щодо Юпітера — 3,494.